# Diacereina
Diacereina conosciuta anche come diacetilreina è una molecola che per le sue proprietà viene utilizzata nel trattamento dell'osteoartrite. 
Il farmaco agisce attraverso l'inibizione dell'interleuchina 1. In Italia viene venduta dalla società farmaceutica Abiogen Pharma S.p.A. con il nome commerciale di Fisiodar nella forma farmacologica di capsule rigide contenenti 50 mg di principio attivo.
Una review della Cochrane del 2005 ha indicato in diacereina un trattamento lievemente, ma significativamente, più efficace del placebo nel ridurre il dolore e rallentare la progressione dell'osteoartrite dell'anca.

## Farmacodinamica
Il meccanismo d'azione di diacereina non è stato pienamente compreso. In vitro, la diacereina inibisce la fagocitosi e la migrazione dei macrofagi, inibisce la produzione dell'interleuchina 1 e determina una riduzione dell'attività di alcuni enzimi proteolitici e collagenolitici che agiscono sui proteoglicani della cartilagine artrosica.
Il composto inoltre inibisce sia il rilascio che l'attività degli enzimi lisosomiali e la produzione di ione superossido e radicali liberi.

## Farmacocinetica
A seguito di somministrazione per via orale diacereina viene ben assorbita dal tratto gastrointestinale. Il legame con le proteine plasmatiche è del 99%. L'emivita farmacologica è pari a 4-5 ore. Nell'organismo la molecola viene deacetilata dal fegato nella forma biologicamente attiva, la reina, e successivamente coniugata dando luogo a derivati glucuronati e solfati. L'eliminazione avviene da parte dell'emuntorio renale (30% circa).

## Tossicologia
La DL50 nel topo e nel ratto per via orale è risultata superiore rispettivamente a 1950 e 7750 mg/kg. Somministrata per via intraperitoneale la DL50 nei due animali è risultata pari a 338 (topo) e 200 mg/kg (ratto).

## Usi clinici
Diacereina trova indicazione nel trattamento dei soggetti affetti da affezioni articolari di tipo degenerativo e da osteoartrosi, in particolare dell'anca e del ginocchio.

## Effetti collaterali ed indesiderati
Gli effetti avversi più comuni dati dall'assunzione del farmaco sono a livello gastrointestinale, come nausea e diarrea. Può cambiare il colore dell'urina.
In rari casi è stata segnalata l'insorgenza di epatite acuta.

## Controindicazioni
Diacereina è controindicata nei soggetti che presentano ipersensibilità nota al principio attivo oppure ad uno qualsiasi degli eccipienti utilizzati nella formulazione farmacologica. Controindicata anche in caso di malattia infiammatoria cronica intestinale (colite ulcerosa, malattia di Crohn), insufficienza epatica grave, sindrome occlusiva o subocclusiva intestinale.

## Gravidanza e allattamento
Allo stato attuale non sono disponibili dati clinici adeguati e significativi sull'esposizione in donne in stato di gravidanza. Studi sperimentali eseguiti sugli animali hanno dimostrato una ritardata ossificazione nel feto quando il farmaco viene somministrato a dosaggi elevati.
La somministrazione del composto in donne che allattano al seno è sconsigliata. In letteratura medica è stato evidenziato il passaggio di piccole quantità di derivati antrachinonici nel latte materno.

## Interazioni
- Antiacidi (sali, ossidi e idrossidi di alluminio, calcio e magnesio): la contemporanea somministrazione di queste sostanze può comportare un ridotto assorbimento gastrointestinale di diacereina.
- Diuretici: la contemporanea somministrazione può comportare un potenziamento dell'attività diuretica.